# Аракс (группа)
«Аракс» — московская рок-группа, добившаяся известности в 1970-е годы в СССР. Сотрудничала с популярными композиторами — Геннадием Гладковым, Алексеем Рыбниковым, Александром Зацепиным, Юрием Антоновым. Кроме этого, «Аракс» исполнял и записывал песни, сочинённые музыкантами группы, песни Алексея Романова и Константина Никольского.

## История
В 1968, на смотре художественной самодеятельности экономического факультета МГУ к Алексею Пантелееву подошёл Эдик Касабов и предложил создать группу.
В 1969 году в ней играли Эдик Касабов (вокал, бас), Алексей Пантелеев (гитара, вокал), Гарик Касабов (ударные) под руководством Вадима Ивановича Маршева.
В 1973 году Пантелеев ушёл из группы, и гитаристом и вокалистом стал пришедший осенью 1971 года из «Скоморохов» Александра Градского Юрий Шахназаров. К этому времени группа уже получила название «Аракс», по словам Александра Буйнова, в честь матери Эдика Касабова Араксы, но называлась группа «Аракс», как и одноименная река в Закавказье. Касабовы были армянами родом из Азербайджанской ССР (Шахназаров — армянин по отцу).
Благодаря обучению на отделении зарубежной политэкономии Эдик Касабов  знал английский язык и исполнял западные рок-хиты.
В 1972 году по инициативе Юрия Шахназарова в «Аракс» был приглашён клавишник «Скоморохов» Александр Буйнов. Гарика Касабова за ударной установкой сменил Борис Багрычёв из группы «Витязи». «Аракс» с успехом выступал в Москве и Подмосковье (особенно часто — на танцах в Люберцах). В первом отделении «Аракс» исполнял песни Led Zeppelin, Deep Purple, Santana, Ten Years After, во втором — песни на русском языке.
На одном из концертов группу увидел ставший главным режиссёром Театра имени Ленинского комсомола Марк Захаров, который искал ансамбль для музыкальных спектаклей.
С 1973 года «Аракс» вошёл в труппу театра, участвовал в спектаклях «Автоград XXI», «Тиль» (мюзиклы Геннадия Гладкова), «Звезда и Смерть Хоакина Мурьеты» (рок-опера Алексея Рыбникова).

В «Автограде» ансамбль, одетый в стройотрядовские комбинезоны, лишь время от времени выходил на свою площадку — помост, вознесённый высоко над уровнем сцены, — чтобы спеть свои «зонги» или проаккомпанировать актёрам. В «Тиле» группа, одетая в монашеские рясы с капюшонами, открывала спектакль исполнением негромкого псалма, после чего спускалась в партер, откуда, сидя в первом ряду, аккомпанировала и пела.

В «Звезде и Смерти Хоакина Мурьеты» (премьера состоялась в мае 1976 года):

… музыканты впервые выступили не просто как квалифицированные исполнители, но и как соавторы композитора. Они предложили свою редакцию всех сцен, придумали свой рисунок ударных в аккомпанементе (первоначально Рыбников планировал вообще отказаться от постоянного ритма барабанов, которые должны были лишь разражаться время от времени ритмотембровыми «взрывами» или «вспышками»). Работали над каждым эпизодом совместно, рождая своеобразную коллективную аранжировку. Вместе искали, вместе экспериментировали. Причем, важно было, чтобы все это подходило к конкретной акустике Ленкома: скажем, придуман очередной фрагмент, но, будучи перенесённым в зал, становится неярким, перестает «звучать». В результате новые переделки….

Автор либретто Павел Грушко показал себя «музыкально чутким драматургом», он «добавлял необходимые строки, дописывал целые эпизоды», часто «исходя именно от музыки». «Аракс» также записал инструментальные фонограммы для некоторых других спектаклей театра.
Почти сразу ушёл в «Весёлые ребята» Буйнов и был заменён Сергеем Рудницким. За ударной установкой Бориса Багрычёва сменил сначала Александр Данилович, затем Владимир Полонский (экс-«Скоморохи», экс-«Весёлые ребята») и наконец — Анатолий Абрамов (экс-«Високосное лето»).
В 1974 году в группу пришёл, сменив Касабова (который отошёл от музыки, стал впоследствии кандидатом экономических наук), вокалист и бас-гитарист Александр Лерман (участник групп «Ветры перемен», «Скоморохи», «Весёлые ребята»). Именно в составе Шахназаров-Лерман-Полонский «Аракс» снялся в фильме Георгия Данелии «Афоня», где исполнил входившую ещё в репертуар «Скоморохов» песню Шахназарова на стихи Валерия Сауткина «Мемуары». Вскоре Лерман и Полонский покинули группу.
Пришли из любительской красногорской группы «Мы» вокалист, бас-гитарист и флейтист Сергей Беликов (1974), через год — вокалист Александр Садо, в феврале 1978 года — гитарист Вадим Голутвин (экс-«Добры молодцы», экс-«Весёлые ребята»). После этого состав «Аракса» стабилизировался.
В 1977 году группа выпустила на гибком миньоне журнала «Кругозор» «Мемуары» и песню Буйнова на стихи Сауткина «Трава-мурава».
В 1978 году «Аракс» участвовал в записи на двойной пластинке рок-оперы «Звезда и Смерть Хоакина Мурьеты». В том же году Юрий Шахназаров стал гитаристом и руководителем аккомпанирующего ансамбля Аллы Пугачёвой. На его место в «Аракс» пришёл приверженец «блэкморовского» стиля гитарист Тимур Мардалейшвили, игравший до этого в разных любительских группах, последней из которых была «Виктория». Новым руководителем стал Сергей Рудницкий.
В 1979 году Александра Садо сменил пришедший из «Весёлых ребят» вокалист и скрипач Анатолий Алёшин. Как говорит Вадим Голутвин, «многие считают, что тот недолгий период, когда Беликов и Алёшин работали вместе в „Араксе“, был самым насыщенным. Может быть! Но при этом они не испытывали особой симпатии к друг другу. У них не было музыкантской дружбы… Понятно, что два таких солиста в ансамбле могли существовать только временно».
В том же году совместно с «Араксом» записал миньон из четырёх песен композитор и певец Юрий Антонов. Второй миньон вышел в 1980 году, когда уже ушёл в «Самоцветы» Сергей Беликов и на бас-гитаре сыграл Тимур Мардалейшвили. Записанные в составе «Аракса» две песни Антонова и собственную песню «Ноктюрн» Беликов выпустил затем на своих миньонах.
В 1978 году группа участвовала в записи песен и музыки Александра Зацепина к фильму «31 июня». Сотрудничество с Зацепиным продолжилось через год в фильме «Узнай меня».
В апреле 1980 года музыканты ушли из театра и стали выступать от Московской областной филармонии. Дебютный альбом «Колокол тревоги» был записан весной 1980 года, анонсирован в прессе, вышел миньон (1981), однако большую пластинку так и не выпустили. На первой стороне должны были звучать (в исполнении группы) песни Антонова, на второй — песни, сочинённые самими музыкантами. Впервые все песни Антонова, записанные «Араксом» для «Колокола тревоги», вышли на его сборнике «От печали до радости» (1986).
В 1980 году музыканты «Аракса» (Анатолий Алёшин, Вадим Голутвин и сыгравший на бас-гитаре Сергей Рудницкий) приняли участие в записи литературно-музыкальной композиции Евгения Евтушенко и Глеба Мая «Исповедь». Пластинка вышла в 1983 году. В 1980 году «Аракс» также записал совместно с Аллой Пугачёвой песни «Скажи мне что-нибудь» и «Эти летние дожди» для её миньона и пластинки-гиганта «То ли ещё будет…», выпущенной в СССР и Чехословакии.
В октябре 1980 года в «Аракс» пришёл Евгений Маргулис, бывший бас-гитарист групп «Машина времени» и «Воскресение». Репертуар «Аракса» пополнили песни Маргулиса на стихи Андрея Макаревича и Алексея Романова. На стихи Романова были также написаны песни Тимуром Мардалейшвили и Сергеем Рудницким.
В 1981 году вышел третий миньон Юрия Антонова и «Аракса». Многие песни с этих миньонов прозвучали в фильме «Берегите женщин». Вскоре группу покинул Вадим Голутвин и стал аранжировщиком в студии Максима Дунаевского.
В 1982 году против директора «Аракса» Валерия Андреева было возбуждено уголовное дело с обвинением в хищении, обращении в свою пользу и в пользу участников ансамбля более 1500 рублей, принадлежавших государству. На дорогую аппаратуру был наложен арест. В октябре вышел указ Министерства культуры СССР, согласно которому группа «Аракс» была официально распущена.
Мардалейшвили, Маргулис и Абрамов организуют группу «Феникс», куда вошли также солист Николай Парфенюк и клавишник Сергей Шмелёв. Маргулис вскоре ушёл в аккомпанирующий ансамбль Антонова «Аэробус» и был заменён бас-гитаристом Александром Миньковым. Успеха «Феникс» не добился (во многом из-за того, что музыканты не могли выступать под названием «Аракс») и в следующем году прекратил своё существование.
Сергей Рудницкий был клавишником «Весёлых ребят», а затем, вернувшись в прежний театр, играл в «Рок-Ателье». Туда же пришёл и Анатолий Абрамов. Когда в 1987 году руководитель этой группы Крис Кельми принял решение оставить театр, возник сначала ансамбль «Транс», затем Рудницкий возродил «Аракс». В состав, помимо него и Абрамова, вошли вокалист и флейтист Николай Парфенюк (экс-«Сверстники», экс-«Феникс», экс-«Синяя птица»), гитарист Сергей Берёзкин (экс-«Рок-ателье») и бас-гитарист Сергей Рыжов (экс-«Красные маки», экс-«Динамик», экс-«Весёлые ребята»). В студийных записях принимал сессионное участие Тимур Мардалейшвили; компакт-диск Arax 87—90 вышел в 1993 году. Но популярность группы не достигла прежнего уровня.
В 1995 году начало происходить разделение на два «Аракса» — «классический» и ленкомовский, которые частично пересекаются. Возникло решение перезаписать песни старого репертуара. Рудницкий, Голутвин, Мардалейшвили, Рыжов и Абрамов записали инструментальную часть, которую Сергей Рудницкий отправил жившему в США Анатолию Алёшину, и тот записал вокальную. Так вышел компакт-диск Old, But Gold! (1996).
В 2002 году на CD выходит новый студийный вариант рок-оперы «Юнона и Авось». В нём участвовали музыканты ленкомовского «Аракса» — Александр Садо, Николай Парфенюк и Анатолий Абрамов, а также гитарист Дмитрий Четвергов. На клавишных сыграл Алексей Рыбников.
В 2004 году сложился состав «классического» «Аракса»: Сергей Рудницкий — клавишные; Анатолий Алёшин — вокал; Вадим Голутвин — гитара; Тимур Мардалейшвили — гитара; Сергей Тимофеев — бас-гитара; Анатолий Абрамов — ударные. Был записан альбом Raritet!, состоявший и из старых песен, и из новых, сочинённых Сергеем Трофимовым (компакт-диск вышел через два года). Пока же Алёшин покинул группу, и «Аракс» приостановил концертную деятельность. В 2006 году эта деятельность возобновилась. Тимофеева заменил Пётр Макиенко, Алёшина — Василий Савченко.
В августе 2009 года музыканты расстались с Василием Савченко. Место солиста занял Валерий Каримов, выступавший на рубеже 1980—1990-х годов в «Рок-ателье» Криса Кельми, а затем — в «Арсенале» Алексея Козлова.
Пётр Макиенко участвовал в нескольких проектах (в том числе с Александром Барыкиным), что создавало неудобства для группы. В 2010 году в состав «классического» «Аракса» вернулся бас-гитарист Сергей Тимофеев.
В состав ленкомовского «Аракса» с 2001 года входят Сергей Рудницкий — клавишные; Александр Садо — вокал; Николай Парфенюк — вокал, бас-гитара, флейта; Олег Зарипов — гитара, скрипка, виолончель; Анатолий Абрамов — ударные.
Осенью 2015 года в «классический» концертный состав вернулся вокалист Анатолий Алёшин, заменивший Валерия Каримова. Группу также покинул ударник Анатолий Абрамов — его заменил Иван Васюков. В концертах также участвовал клавишник Юрий Смоляков.
В 2016 году место ударника занял Максим Ширин.

## Дискография
- Юрий Антонов и группа «Аракс» (1979, миньон)
- Юрий Антонов и группа «Аракс» (1980, миньон)
- Александр Зацепин; Леонид Дербенёв · Песни из к \ ф «Узнай меня» (1980 Мелодия С60-14995-6, LP)
- Исповедь (1981)
- Колокол тревоги (1980)
- Группа «Аракс» (1981, миньон)
- Юрий Антонов и группа «Аракс» (1981, миньон)
- Araks 87—90 (CD, 1993)
- Old, But Gold! 1981—1991 (1996)
- Raritet! (2006)

### Сборники
- The Best of Live 1981 (сборник, 1996)
- Аракс (1996)
- Юнона и Авось (2002)
- Limited Edition (Deluxe collection) (2003)
- Аракс 2003 (2003)
- Звездная серия 2003

### Фильмография
- «Афоня» (1975)
- «Диалог» (1977)
- «31 июня» (1978)
- «Узнай меня» (1979)
- «Берегите женщин» (1981)
- «Звезда и смерть Хоакина Мурьеты» (1982)
- «Юнона и Авось» (1983)
- «Бременские музыканты & Co» (2000)
- «Юнона и Авось» (2002)
- «Боец» (2004)

### Другие проекты
- Музыка в спектаклях Московского театра имени Ленинского Комсомола. (1975, журнал «Кругозор» № 11)
- Звезда и смерть Хоакина Мурьеты (1978, винил, рок-опера)
- 31 Июня (1980, сборный саундтрек)
- А. Пугачёва. То ли ещё будет… (1980)
- Ю. Антонов. Крыша дома твоего (1983, сборник)

## Состав группы

### Классический «Аракс»
- Тимур Мардалейшвили — соло-гитара (1979 — 1982, с 1987)
- Василий Савченко — вокал (2006—2009, с 2021)
- Сергей Тимофеев — бас-гитара (2002 — 2005, 2010 — 2017, с 2021)
- Максим Ширин — ударные (с 2016)

Бывшие участники
- Юрий Шахназаров — гитара, бэк-вокал (1971—1978)
- Александр Буйнов — клавишные, вокал (1972—1973)
- Александр Лерман — гитара, бас-гитара, вокал (1974, умер в 2011)
- Сергей Рудницкий — клавишные (1974—1982, 1987—2010, 2015, умер в 2024)
- Анатолий Абрамов — ударные (1976—1982, 1987—2015)
- Сергей Беликов — бас-гитара, флейта , бэк-вокал (1975—1980, 2015)
- Александр Садо — основной вокал (1975—1980)
- Вадим Голутвин — ритм-гитара (1978—1981, 1995—2022, умер в 2022)
- Анатолий Алёшин — вокал (1979—1982, 1994—2005, 2015—2019)
- Евгений Маргулис — бас-гитара, бэк-вокал (1980—1982)
- Сергей Рыжов — бас-гитара, бэк-вокал (1987—2001, умер в 2003)
- Пётр Макиенко — бас-гитара, бэк-вокал (2006—2010)
- Валерий Каримов — вокал (2009—2015 , 2019—2020)
- Георгий (Юрий) Аветисов — клавишные (2011)

Аракс (1968—1982)
Аракс (1987-)

### Ленкомовский состав (c 2001)
- Сергей Рудницкий — клавишные, музыкальный руководитель
- Александр Садо — основной вокал
- Николай Парфенюк — вокал, бас-гитара, флейта
- Анатолий Абрамов — ударные
- Олег Зарипов — электрогитара, скрипка, виолончель